# Greenshot
Greenshot — программа для создания скриншотов в операционной системе Microsoft Windows. Программа имеет открытый исходный код. Она разработана Томасом Брауном, Йенсом Клингеном и Робином Кромом и опубликован под GNU General Public License. Разработка программы велась на SourceForge.
Greenshot предназначена главным образом для менеджеров проектов, тестировщиков и разработчиков. Она используется для создания полного или частичного снимка экрана, имеет средства редактирования сделанного скриншота.
К марту 2012 года, Greenshot был доступен на 26 языках, большинство переводов были добавлены пользователями. В последней версии был добавлен индонезийский и эстонский язык.

## Возможности
Позволяет создать снимок всего экрана, произвольной области, активного окна или повторить снимок выбранной ранее области. Если возможность добавить к скриншоту текстовые аннотации или рисунки, затемнить или размыть области с конфиденциальными данными. Результат работы можно сохранить как файл, скопировать в буфер обмена, отправить на принтер или послать по электронной почте. Начиная с версии 1.0 скриншот можно экспортировать в сторонние приложения (например,  Microsoft Office, Paint.NET) и сервисы (например, Dropbox, JIRA).

## Оценки и признание
С 2010 года наблюдается повышение интереса к Greenshot, что привело к повышению скорости загрузки, а также в увеличении числа комментариев и отзывов на зарубежных порталах.

### Скачивания
К июлю 2014 года программа была загружена более 5 миллионов раз с SourceForge и почти 2 миллионов загрузок были подсчитаны в 2013 году. по состоянию на июль 2014 года сайт CNET насчитал в общей сложности более 110 000 загрузок. Кроме того, Greenshot доступна для загрузки на других программных порталах, таких как Softpedia и Softonic.com.

### Оценки
CNET.com оценил версию 1.0 Greenshot 5 из 5 звезд, отметив возможность выбора направления динамично и «удивительно точный» редактор изображений. Techworld.com Пришел к выводу, что «есть более мощные инструменты для захвата экрана», но все же дал 4 из 5 звезд из-за «простоты использования» Greenshot. Nick Mead из Softonic также подчеркивает простоту программы, а также возможности для аннотации и конфигурации, но критикует ненужные визуальные эффекты при выполнении захвата экрана, оценка Greenshot 7 из 10.

## Внешние ссылки
- getgreenshot.org — официальный сайт Greenshot
- Проект Greenshot на сайте SourceForge.net